# Candice Glover
Candice Glover (née le 22 novembre 1989) est une chanteuse américaine qui a remporté la douzième saison d'American Idol en 2013. Elle avait participé aux saisons 9 et 11 de l'émission auparavant.

## Discographie

### Albums studio
| Titre        | Détails                                                                            | Classement | Classement | Ventes       |
| Titre        | Détails                                                                            | US         | US R&b/HH  | Ventes       |
| ------------ | ---------------------------------------------------------------------------------- | ---------- | ---------- | ------------ |
| Music Speaks | - Sortie : 18 février 2014 - Label : 19, Interscope - Format: CD, Digital download | 11         | 4          | - US: 65,000 |

### Singles
| Année | Titre   | Classement | Classement   | Album        |
| Année | Titre   | US         | US Adult R&B | Album        |
| ----- | ------- | ---------- | ------------ | ------------ |
| 2013  | "Cried" | –          | 18           | Music Speaks |

### Singles promotionnels
| Année | Titre            | Classement | Classement | Classement | Ventes | Ventes |
| Année | Titre            | US         | US R&B     | US Heat    |        |        |
| ----- | ---------------- | ---------- | ---------- | ---------- | ------ | ------ |
| 2013  | "I Am Beautiful" | 93         | 33         | 6          | 48,000 |        |

## Parcours à American Idol

### Saison 9
| Épisode                 | Thème               | Chanson                                                                 | Artiste     | Ordre # | Résultat   |
| ----------------------- | ------------------- | ----------------------------------------------------------------------- | ----------- | ------- | ---------- |
| Audition                | Auditioner's Choice | Not aired                                                               | Not aired   | N/A     | Advanced   |
| Hollywood Round, Part 1 | A cappella          | Not aired                                                               | Not aired   | N/A     | Advanced   |
| Hollywood Round, Part 2 | Group Performance   | "Superwoman" with Shelby Dressel, Kelsey Laverack Rey, and Audri Vargas | Alicia Keys | N/A     | Advanced   |
| Hollywood Round, Part 3 | Solo                | Not aired                                                               | Not aired   | N/A     | Eliminated |

### Saison 11
| Épisode                 | Thème               | Chanson                                                                          | Artiste                                                                          | Ordre # | Résultat   |
| ----------------------- | ------------------- | -------------------------------------------------------------------------------- | -------------------------------------------------------------------------------- | ------- | ---------- |
| Audition                | Auditioner's Choice | "Blame It on Me"                                                                 | Chrisette Michele                                                                | N/A     | Advanced   |
| Hollywood Round, Part 1 | A Cappella          | "Slow Motion"                                                                    | Lee.M & J. Pearl                                                                 | N/A     | Advanced   |
| Hollywood Round, Part 2 | Group Performance   | Not aired" with Lauren Daigle, Amber Caparas, Brittany Hammond, and Kalyn McNeil | Not aired" with Lauren Daigle, Amber Caparas, Brittany Hammond, and Kalyn McNeil | N/A     | Advanced   |
| Hollywood Round, Part 3 | Solo                | "Someone like You"                                                               | Adele                                                                            | N/A     | Advanced   |
| Las Vegas Round         | Group Performance   | "It Doesn't Matter Anymore" with DeAndre Brackensick and Jessica Sanchez         | Buddy Holly                                                                      | N/A     | Eliminated |

### Saison 12
| Épisode                 | Thème                          | Chanson                                                                           | Artiste                         | Ordre # | Résultat                  |
| ----------------------- | ------------------------------ | --------------------------------------------------------------------------------- | ------------------------------- | ------- | ------------------------- |
| Audition                | Auditioner's Choice            | "Syrup & Honey/Call Me Maybe"                                                     | Duffy/Carly Rae Jepsen          | N/A     | Advanced                  |
| Hollywood Round, Part 1 | A Cappella                     | "Impossible"                                                                      | Christina Aguilera              | N/A     | Advanced                  |
| Hollywood Round, Part 2 | Group Performance              | "Hit 'Em Up Style (Oops!)" with Melinda Ademi, Kamaria Ousley, and Denise Jackson | Blu Cantrell                    | N/A     | Advanced                  |
| Hollywood Round, Part 3 | Solo                           | "Girl on Fire"                                                                    | Alicia Keys                     | N/A     | Advanced                  |
| Las Vegas Round         | Personal Choice                | "(You Make Me Feel Like) A Natural Woman"                                         | Aretha Franklin                 | 2       | Advanced                  |
| Top 20 (10 Women)       | Personal Choice                | "Ordinary People"                                                                 | John Legend                     | 10      | Advanced                  |
| Top 10 Reveal           | Victory Song                   | "I'm Going Down"                                                                  | Rose Royce                      | 7       | N/A                       |
| Top 10                  | Music of the American Idols    | "I (Who Have Nothing)"                                                            | Ben E. King                     | 6       | Top 3                     |
| Top 9                   | The Beatles                    | "Come Together"                                                                   | The Beatles                     | 5       | Safe                      |
| Top 8                   | Music of Motor City            | Solo "I Heard It Through the Grapevine"                                           | The Miracles                    | 1       | Safe                      |
| Top 8                   | Music of Motor City            | Trio "I'm Gonna Make You Love Me" with Amber Holcomb and Angie Miller             | Dee Dee Warwick                 | 6       | Safe                      |
| Top 7                   | Rock                           | Duet "The Letter" with Burnell Taylor                                             | The Box Tops                    | 4       | Safe                      |
| Top 7                   | Rock                           | Solo "(I Can't Get No) Satisfaction"                                              | The Rolling Stones              | 8       | Safe                      |
| Top 6                   | Burt Bacharach and Hal David   | "Don't Make Me Over"                                                              | Dionne Warwick                  | 6       | Top 2                     |
| Top 6                   | Songs They Wish They'd Written | "Lovesong"                                                                        | The Cure                        | 12      | Top 2                     |
| Top 5                   | Year They Were Born            | "Straight Up"                                                                     | Paula Abdul                     | 1       | Safe                      |
| Top 5                   | Divas                          | "When You Believe"                                                                | Mariah Carey et Whitney Houston | 6       | Safe                      |
| Top 4                   | Contestant's Choice            | Solo "Find Your Love"                                                             | Drake                           | 2       | Bottom 2[réf. nécessaire] |
| Top 4                   | Contestant's Choice            | Duet "Stay" with Angie Miller                                                     | Rihanna feat. Mikky Ekko        | 6       | Bottom 2[réf. nécessaire] |
| Top 4                   | One-Hit Wonders                | "Emotion"                                                                         | Samantha Sang                   | 8       | Bottom 2[réf. nécessaire] |
| Top 4[réf. nécessaire]  | Songs from Now and Then        | "When I Was Your Man"                                                             | Bruno Mars                      | 3       | Safe                      |
| Top 4[réf. nécessaire]  | Songs from Now and Then        | "You've Changed"                                                                  | Harry James                     | 7       | Safe                      |
| Top 4[réf. nécessaire]  | Songs from Now and Then        | Quartet "Wings" avec Kree Harrison, Amber Holcomb et Angie Miller                 | Little Mix                      | 9       | Safe                      |
| Top 3                   | Jimmy Iovine's Choice          | "One"                                                                             | U2                              | 2       | Safe                      |
| Top 3                   | Judges' Choice                 | "Next to Me"                                                                      | Emeli Sandé                     | 4       | Safe                      |
| Top 3                   | Producers' Choice              | "Somewhere"                                                                       | Reri Grist                      | 9       | Safe                      |
| Finale                  | Simon Fuller's Choice          | "Chasing Pavements"                                                               | Adele                           | 2       | Winner                    |
| Finale                  | Winner's Single                | "I Am Beautiful"                                                                  | Candice Glover                  | 4       | Winner                    |
| Finale                  | Favorite Performance           | "I (Who Have Nothing)"                                                            | Ben E. King                     | 6       | Winner                    |